# Ação comunicativa
Ação comunicativa refere-se a uma teoria desenvolvida por Jürgen Habermas — filósofo e sociólogo alemão. Trata-se de uma análise teórica e epistêmica da racionalidade como sistema operante da sociedade. Habermas contrapõe-se à ideia de que a razão instrumental constitua a própria racionalização da sociedade ou o único padrão de racionalização possível, e introduz o conceito de razão comunicativa. Partindo da perspectiva de que nós seres humanos fazemos coisas com as palavras e que a linguagem constitui uma importante ferramenta de transformação, Habermas argumenta que, por meio da ação comunicativa, podemos transformar os aspectos objetivos, subjetivos e sociais do mundo. Seu objetivo é propor uma alternativa racional à razão instrumental como fundamento da modernidade a partir de uma ampliação e refinamento da própria ideia de razão. Isso o diferencia dos principais frankfurtianos da primeira geração, Adorno e Horkheimer, os quais procuraram alternativas fora do âmbito da racionalidade, a exemplo da arte e do amor. Habermas também cria uma dicotomia entre a ação estratégica e a ação comunicativa..
A ação comunicativa geraria razoabilidade, racionalidade e criticidade, representado uma alternativa à ação estratégica, que seria voltada apenas para os interesses de um grupo ou de indivíduo específico. Habermas propõe a ação comunicativa como forma de fazer com que todos os envolvidos em uma deliberação passem a buscar o consenso em torno de uma solução que beneficie a todos igualmente.  
Além disso, ele considera que a reflexividade multidimensional aberta pela ação comunicativa e pelos intercâmbios comunicativos foram essenciais para o deslocamento das estruturas simbólicas do mundo da vida, tomadas como dadas e encarnadas em estoques culturais, em práticas sociais e em processos de formação de personalidade. 
Habermas também buscou definir as normas universais da ação comunicativa. Segundo ele, para que o intercâmbio de argumentos, como procedimento para resolução de questões ético-morais, seja realmente efetivo, faz-se necessário uma aproximação da situação ideal de fala, a qual é caracterizada por:
- Imparcialidade.
- Expectativa de que todos os participantes transcendam suas preferências iniciais.
- Inclusão de todos os afetados por uma decisão.
- Igualdade, liberdade e facilidade de interação, com ausência de formas de coerção externas e internas.
- Não restrição de tópicos nas discussões. 
- Revisibilidade de resultados. 

## Influências
Habermas constrói sua teoria a partir de um diálogo frequente com vários autores de diferentes perspectivas teóricas, muitas delas divergentes. Há a incorporação de vários aspectos e temas oriundos do marxismo, pragmatismo, funcionalismo, positivismo e a própria Escola de Frankfurt. Esta incorporação não significa necessariamente uma aceitação, mas um processo de reconstrução/superação.
Dentre os teóricos que influenciaram Habermas, é necessário destacar as ideias de George Herbert Mead. Na visão de Habermas ele foi o primeiro a montar um modelo que situava o surgimento do indivíduo na interação social, um aspecto crucial na teoria da ação comunicativa. Assim como Mead, Habermas acreditava que o processo de construção da linguagem humana ocorreu por etapas, começando na linguagem gestual e culminando na Linguagem simbólica.
Entretanto, ele acrescentou a estas etapas o estágio da linguagem diferenciada. Mead teoriza que esta evolução aconteceu devido a seleção natural, uma explicação que Habermas complementa com o conceito de 'seguir uma regra' como definido por Ludwig Wittgenstein. Há um resgate da diferenciação entre o mundo objetivo, social e subjetivo. Essa diferenciação é utilizada por Habermas para construir as chamadas 'pretensões de validade' do agir comunicativo, sendo elas criticáveis, a saber, em termos de:
- Verdade (Wahrheit) referente ao mundo objetivo;
- Validade (ou correção) normativa (Gültigkeit) referente ao mundo social;
- Sinceridade ou autenticidade (Wahrhaftigkeit) referente ao mundo subjetivo;

- Inteligibilidade (Intelligibilität) referente ao mundo intersubjetivo (social) no uso da linguagem.